# Fiat Mefistofele
El Fiat Mefistofele o Fiat SB4 Eldridge es un automóvil de carreras diseñado y construido para conquistar el récord mundial de velocidad en pista, objetivo que logró el 12 de julio de 1924 en Arpajon, Francia, al alcanzar los 234,97 km/h. Fue desarrollado y construido por Ernest Eldridge sobre la base del Fiat SB4. La unidad se conserva en el Centro Storico Fiat de la ciudad italiana de Turín.

## Historia

### Antecedentes
En 1922, el piloto John Duff participó en la carrera del circuito de Brooklands en el condado de Surrey, conduciendo un Fiat SB4 1908, un coche de carreras del fabricante italiano relativamente antiguo.
El motor de explosión que se utilizó en la prueba lo compró Ernest Eldridge, que quería construir un coche de carreras para batir récords. De esta manera, pudo lograr sus metas, perfectamente coherentes con el pensamiento filosófico de los pioneros de aquella época en el campo del automovilismo, imaginando que los registros deberían permanecer imbatidos para siempre.

### El desarrollo
Eldridge quería instalar en este coche de carreras nada menos que un motor de aviación, el más famoso de la época, el Fiat A.12 de 6 cilindros en línea y un desplazamiento de 21.706 cm³, utilizado en los aviones  SIA 7B, Fiat R.2 y Caproni Ca 46. Otro problema era que el motor era demasiado largo y voluminoso para caber bajo el capó del Fiat SB4, por lo que decidió alargar el chasis por partes a partir de los restos de un autobús antiguo de Londres, dañado en un accidente. La carrocería se amplió con un resultado muy armónico, en el que toda la parte mecánica del modelo básico se había conservado: la transmisión final por doble cadena y frenos de tambor solo en el eje trasero. El motor se modificó para tener cuatro válvulas por cilindro y 24 bujías suministradas por Magneti Marelli, desarrollando 350 CV a 1.800 rpm con una relación de compresión de 5:1.

### El récord
Para batir el récord mundial de velocidad en el kilómetro lanzado, se realizó una cita en julio de 1924 en el circuito francés de Arpajon, para disputar la plusmarca entre el equipo de René Thomas con su Delage V12 de 350 CV, y el de Ernest Eldridge, con su Fiat SB4 (inmediatamente rebautizado como Mefistófeles, por el ruido ensordecedor producido por el motor).
A pesar de un comportamiento no siempre uniforme del coche por la excesiva potencia del motor, gracias a su chasis alargado, Eldridge consiguió el 5 de julio llegar a los 230,55 km/h, batiendo el récord anterior.
A raíz de una reclamación del equipo contrario, el récord no fue aprobado porque el coche no tenía marcha atrás. Además, el día después de la competición, René Thomas hizo una marca de velocidad de 230,63 km/h, aunque tampoco fue homologada.
Ese registro solo duró seis días, el tiempo necesario para que Eldridge hiciera algunos ajustes en el coche y añadiera un dispositivo para tener una marcha atrás. Así, el conductor apareció en la recta de la "Ruta de Orleans" el 12 de julio de 1924. El Fiat Mefistofele rompió el récord mundial de velocidad con 234,97 km/h y fue el último récord de velocidad del kilómetro lanzado aprobado.
¿Cómo se las arregló Eldridge para diseñar y hacer funcionar el sistema que le permitió añadir la marcha atrás a su coche sin haber cambiado la caja de cambios? La respuesta aún no se conoce, porque esta parte del coche ha desaparecido.

### Redescubrimiento
Desde que batió el récord, el automóvil pasó años en la campiña inglesa, conservado por Charles E. Naylor, entusiasta del modelo. En 1962, después de la guerra, Fiat compró el coche, todavía en un estado plenamente funcional. En 1970, con motivo del Salón del Automóvil de Turín, se expuso en el stand de Fiat. El Mefistofele se conserva actualmente en el Centro Storico Fiat, un museo de la marca, que se encuentra ubicado en un vetusto edificio modernista de Fiat Corso Dante, la primera fábrica de Fiat. Curiosamente está situado en su salón central, en el lugar preciso en el que se encontraba anteriormente el taller donde se preparaban los automóviles de carreras, incluido el Mefistofele.

## Galería

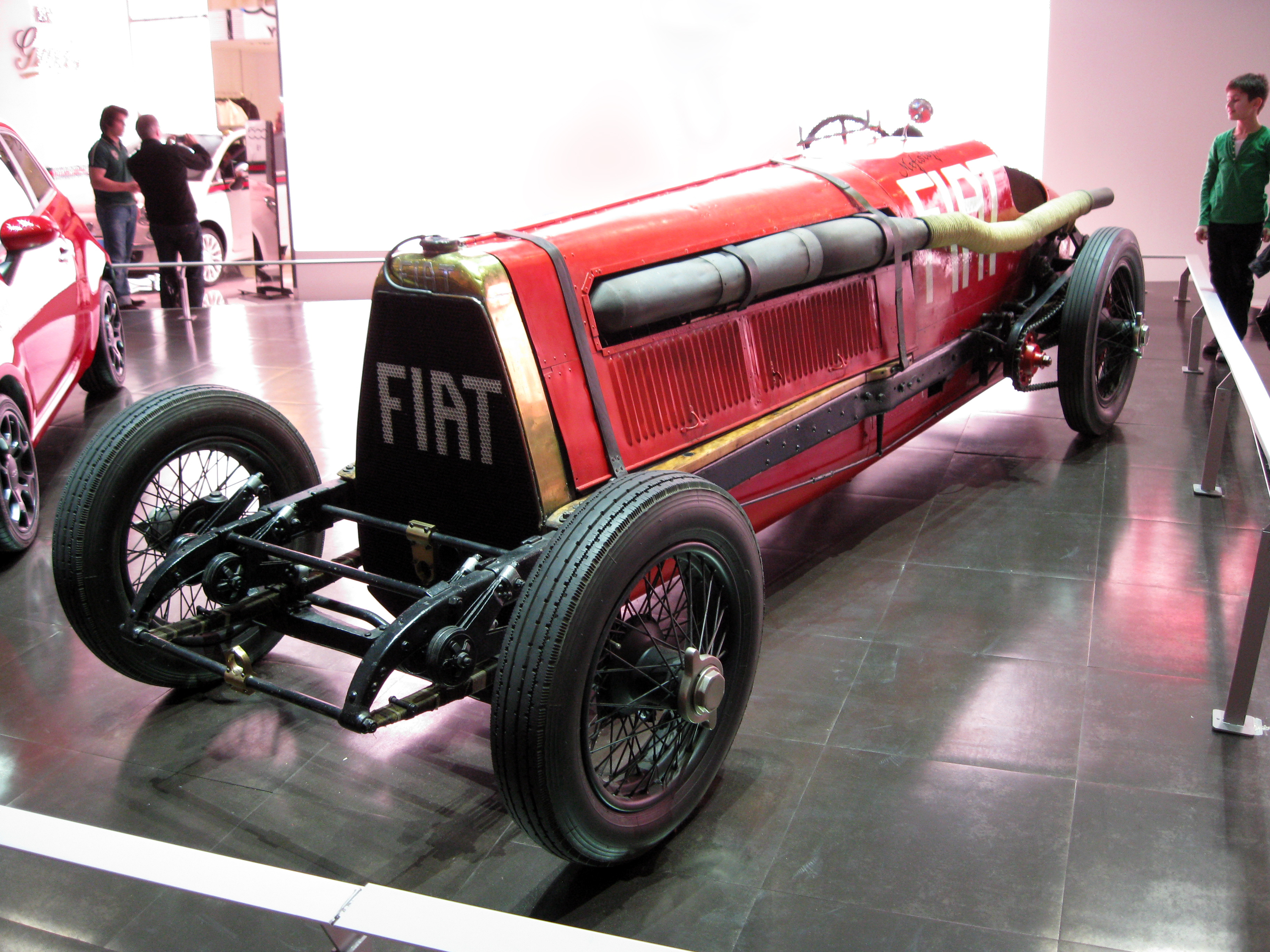
Salón de Ginebra
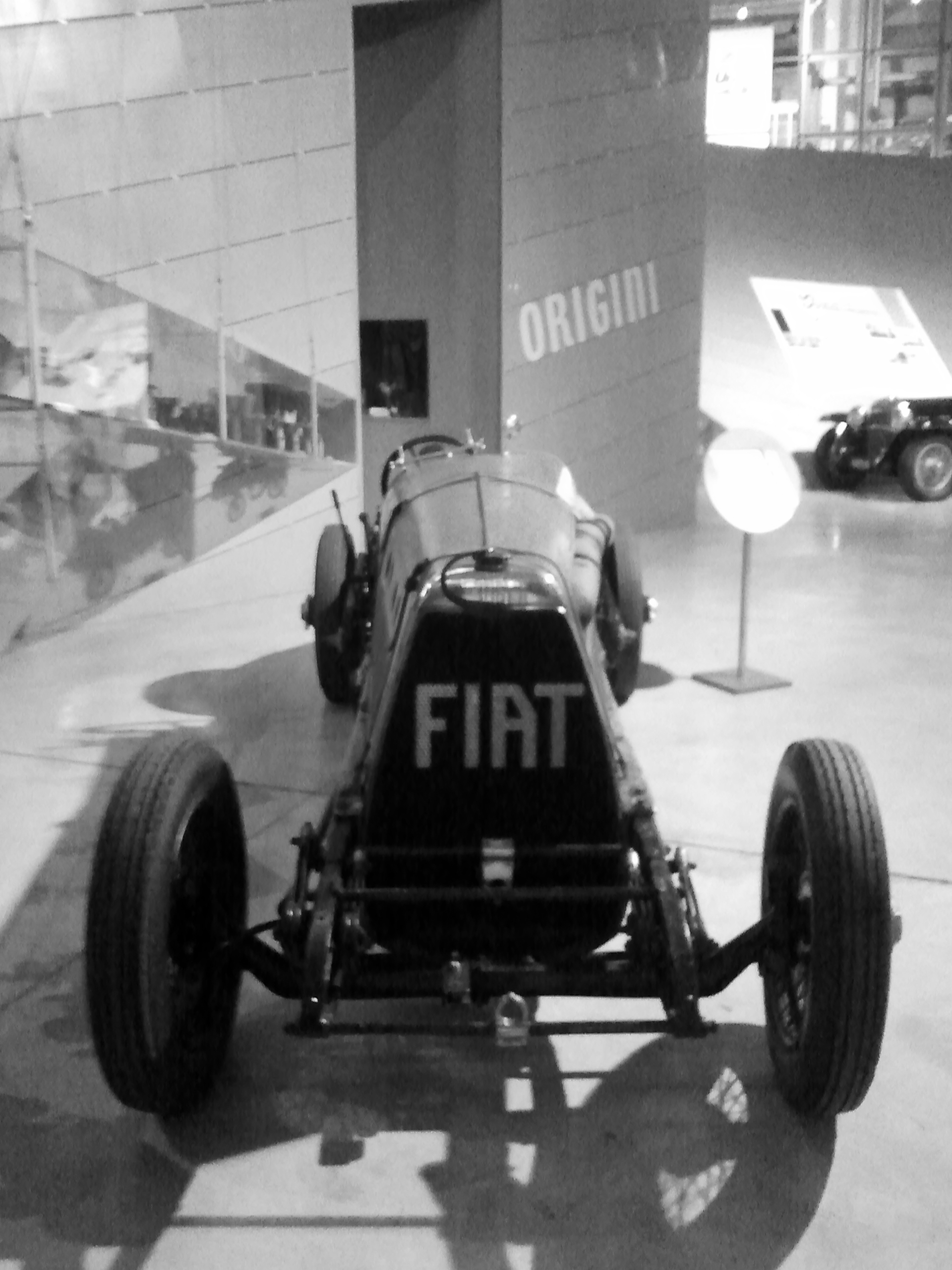
Frente
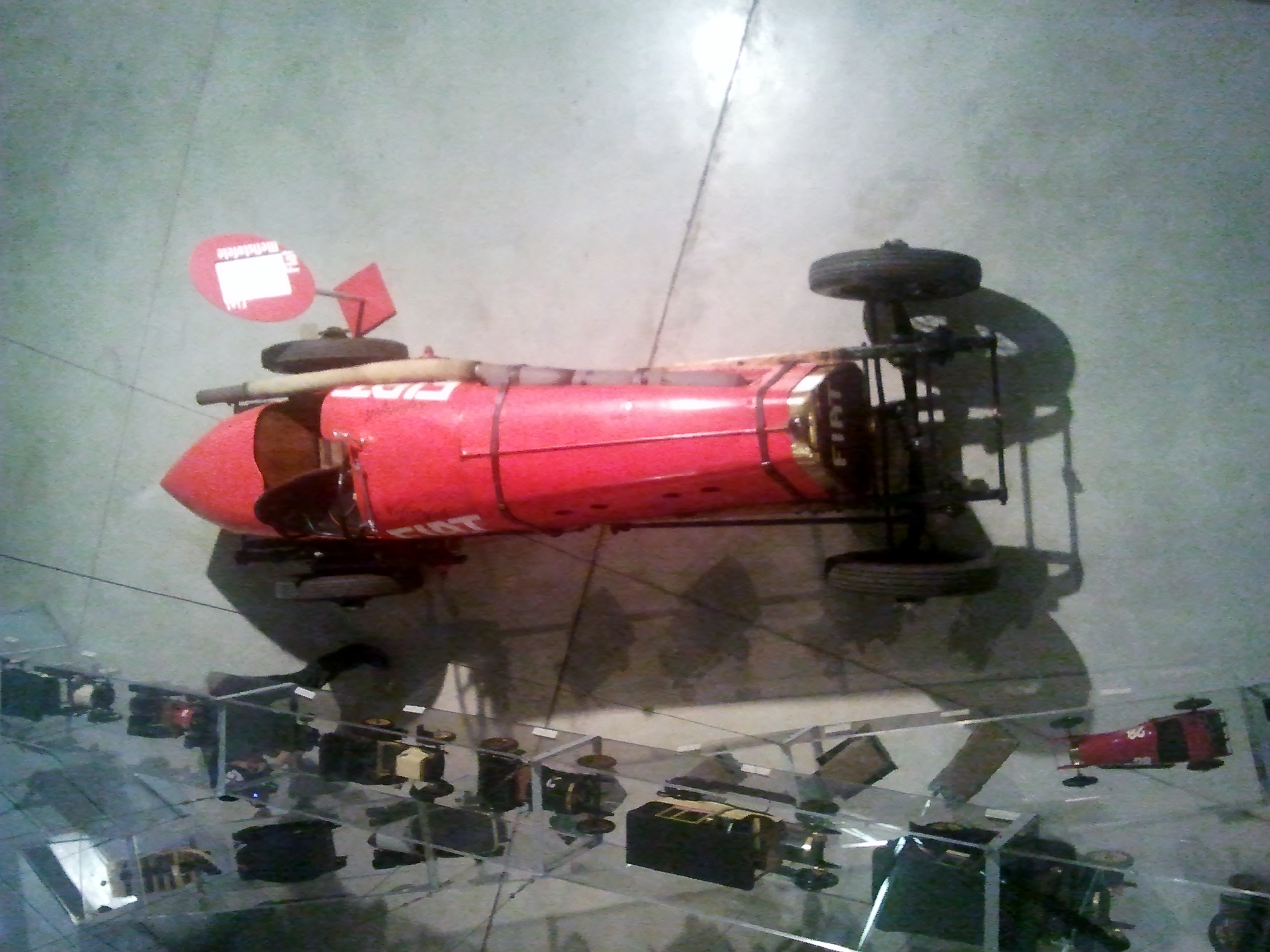
El 5
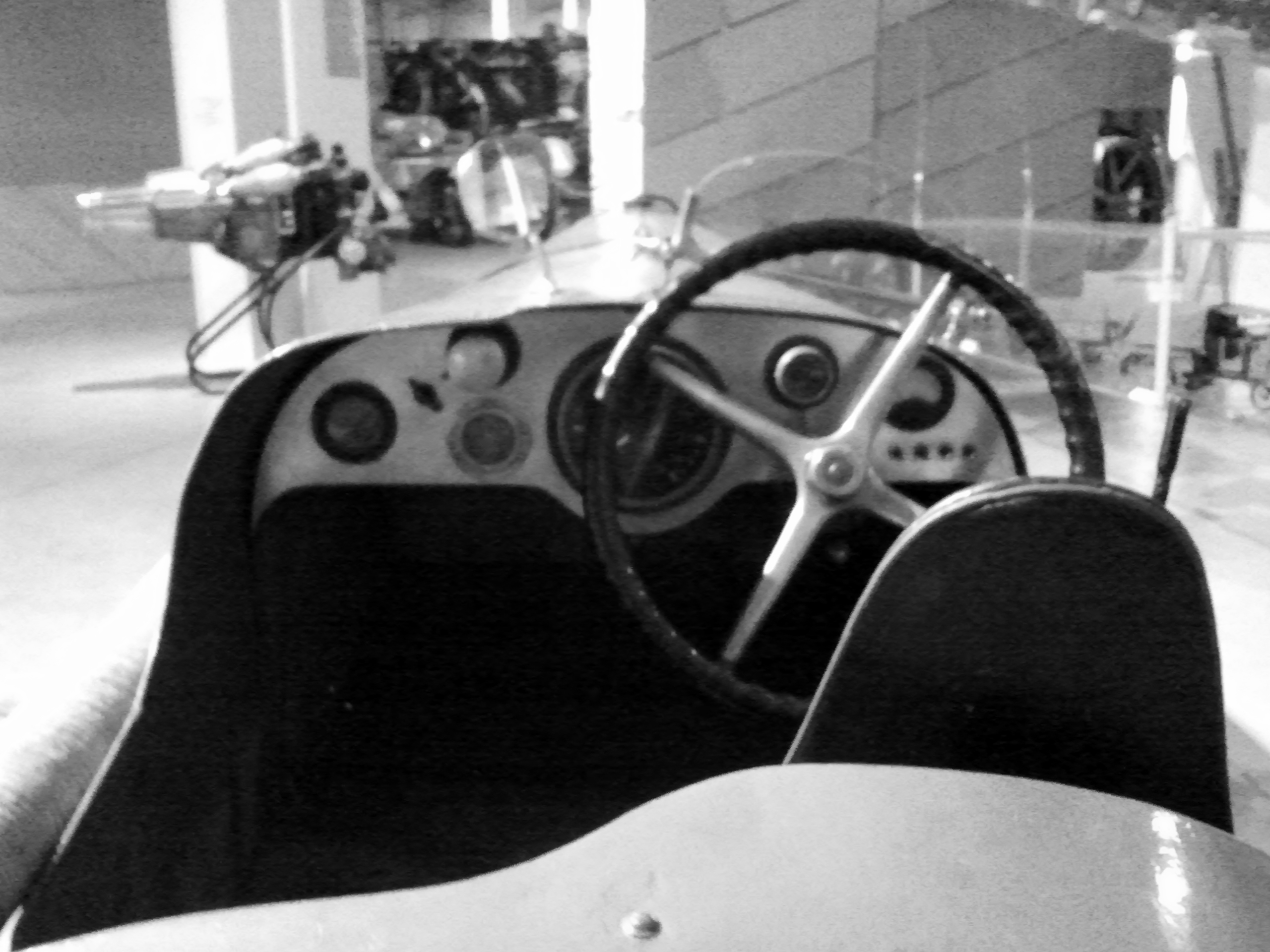
El 7
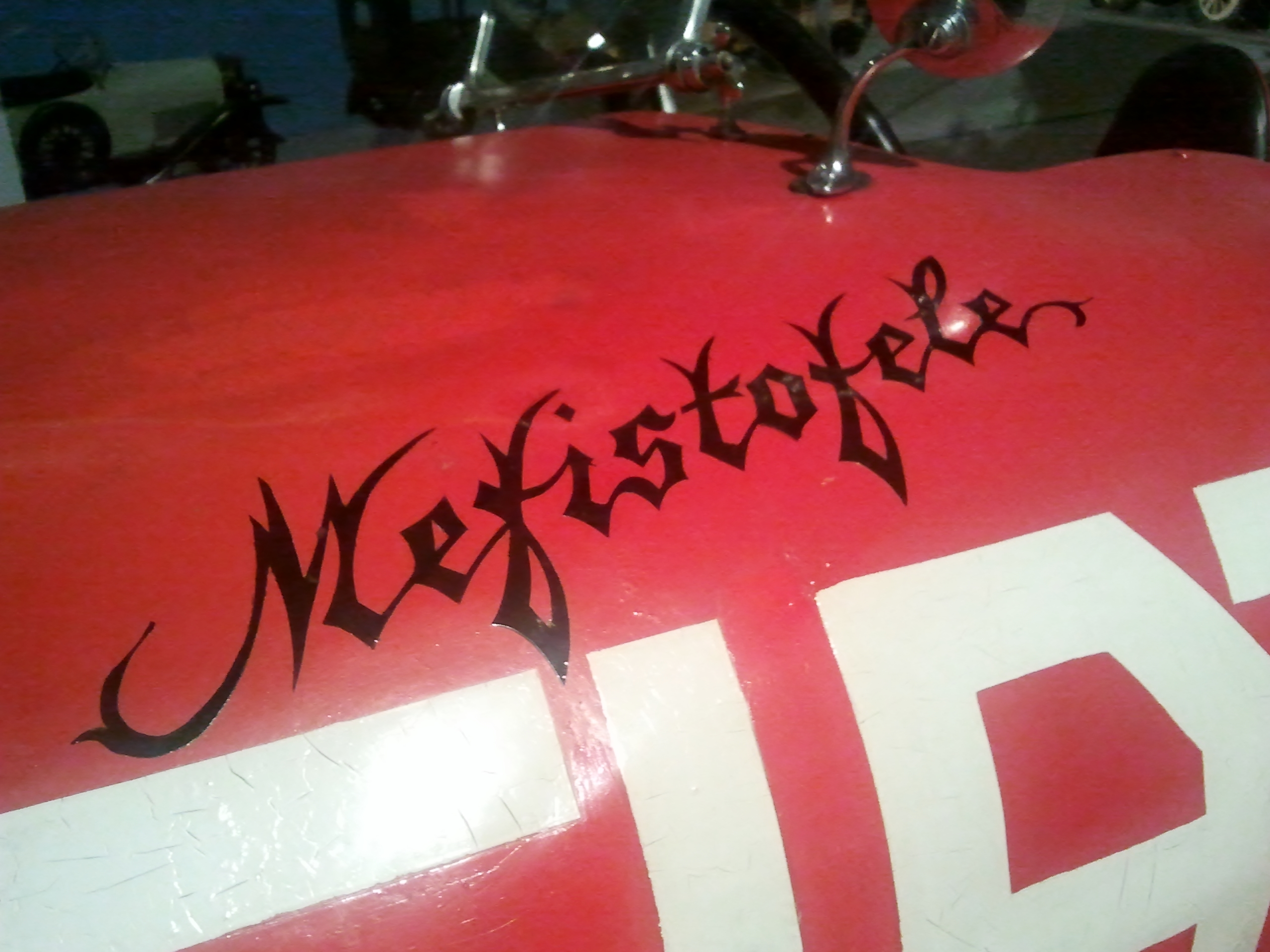
Logo
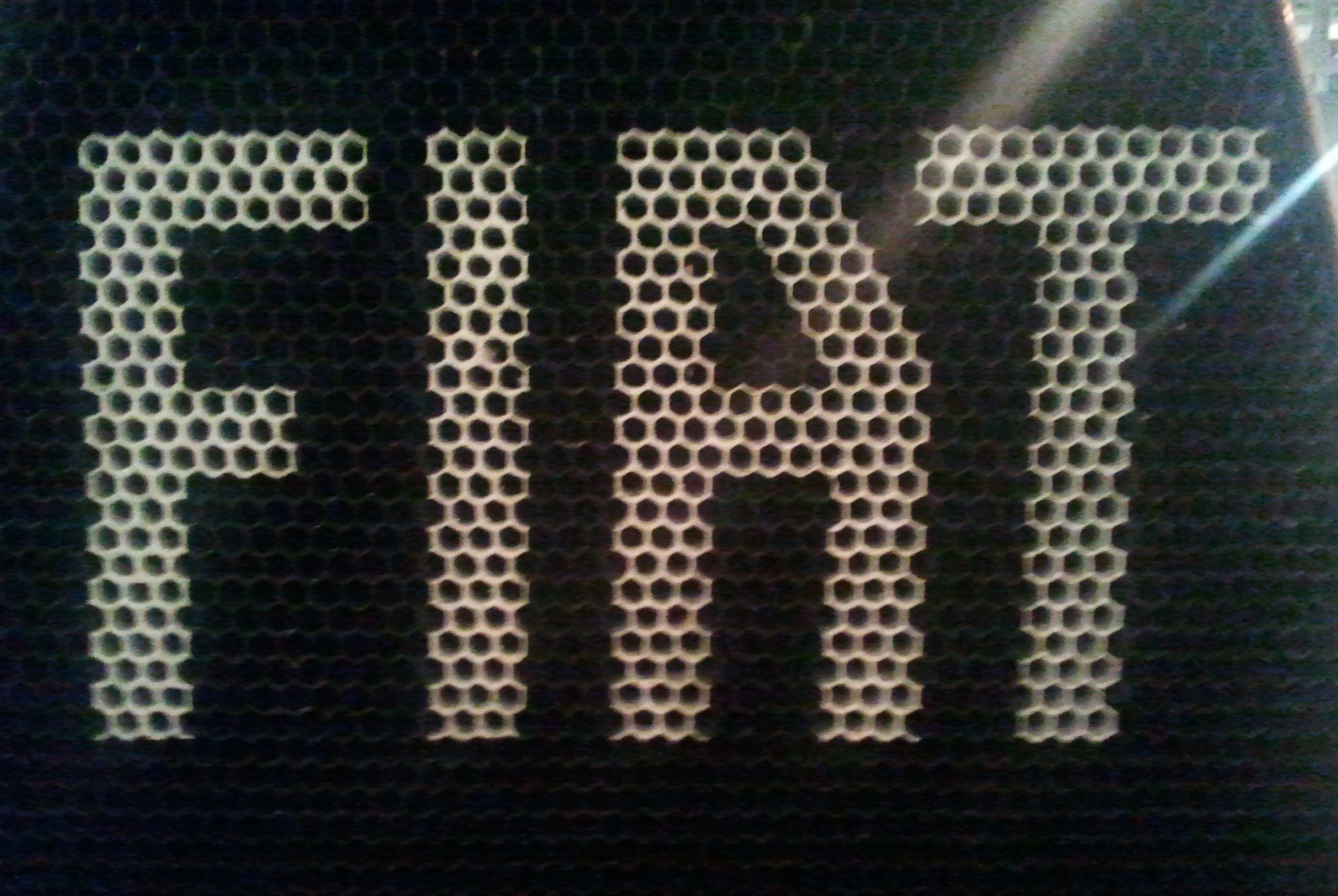
Otro logo
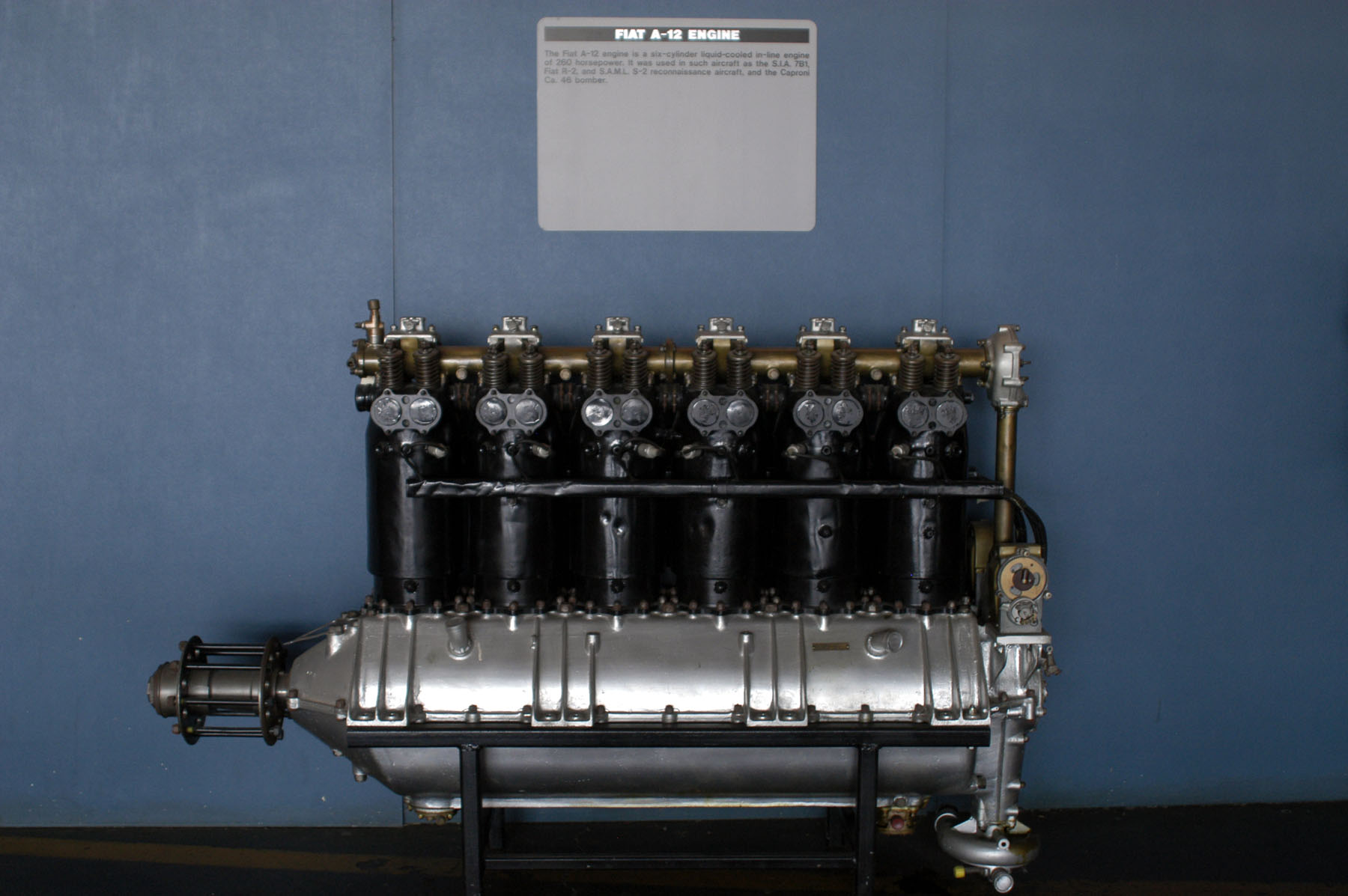
Motor en el Museo Nacional de la USAF
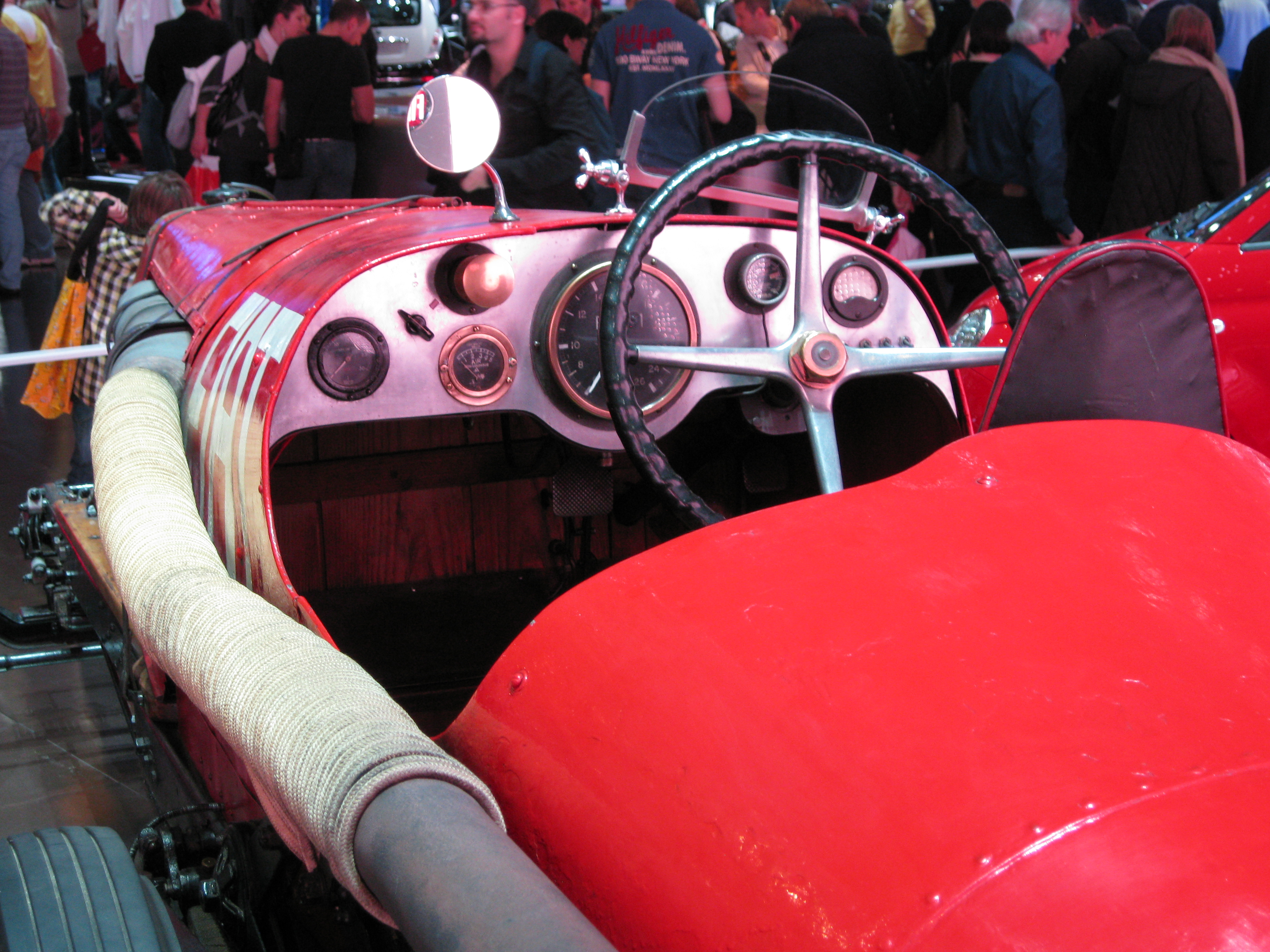
Cuadro de instrumentos